# Straumen (Trøndelag)
Straumen è un villaggio della Norvegia, situato nella municipalità di Inderøy, nella contea di Trøndelag.